# Bode (Parres)
Bode es una parroquia del concejo español de Parres, perteneciente al Principado de Asturias.

## Geografía
La parroquia se extiende por un llano a orillas del río Sella, que la baña por el sur.

## Historia
A finales del siglo XIX, la parroquia, ya por entonces parte del concejo de Parres, tenía contabilizada una población de 175 habitantes. Aparece descrita en el Diccionario geográfico y estadístico de Asturias (1897) de José González Aguirre con las siguientes palabras:

BODE [San Pedro de]: parr. del conc. de Parres, part. jud. de Cangas de Onís, á 10 leg. de Oviedo y 1 de Cangas de Onís, sit. en un llano á orillas del r. Sella, con clima variado pero bastante sano. Su población está en extremo suelta, tanto, que cada casa casi constítuye un barrio. Su iglesia parr. es aneja de la de Santiago de Pendás, de la que dista ¼ de legua. Confina por el N. con Santo Tomás de Collia, por el E. con Santa María Magdalena de Cayarga, por el S. con el r. Sella y por el O. con San Martín de Cuadroveña. Su terreno es de buena calidad: le atraviesa el r. Secades, célebre por sus canteras de piedras molares. Produce maíz, trigo, legumbres y frutas; cría ganado de todas clases; abunda en caza y pesca; tiene molinos harineros y telares. Pobl. 45 vec., 175 alm.
(González Aguirre, 1897, p. 59)

En 2022, tenía empadronados 58 habitantes.

## Patrimonio
Hay en la parroquia una iglesia de San Pedro.